# Alexandre Herzen
Pour les articles homonymes, voir Alexandre A. Herzen et Herzen.
Alexandre Ivanovitch Herzen (en russe : Александр Иванович Герцен), né le 25 mars 1812 (6 avril dans le calendrier grégorien) à Moscou et mort le 9 janvier 1870 à Paris, est un philosophe, écrivain et essayiste politique occidentaliste russe. Connu comme le « père du socialisme populiste russe », il est considéré comme un inspirateur du climat politique qui a mené à l'abolition du servage de 1861. 
Cet auteur avec Nikolai Ogarev a fondé et édité le journal littéraire et socio-politique intitulé L'Étoile polaire de 1855-1868. 

## Biographie
Alexandre Herzen naît le 25 mars 1812 (6 avril dans le calendrier grégorien) à Moscou. Son nom Herzen (de l'allemand Herz, « cœur ») est inventé à l'occasion de sa naissance qui a lieu hors des liens du mariage : sa mère Henriette-Wilhelmine Luisa Haag (1795-1851) est une jeune servante allemande que son père, Ivan Alexeïevitch Iakovlev, haut représentant de l'aristocratie russe, avait ramenée enceinte de Stuttgart,.
Nourrisson lors de la bataille de la Moskova, sa famille lui fait franchir les lignes françaises, son père étant chargé d'un message pour l'empereur Alexandre Ier après une entrevue personnelle avec Napoléon.
Il reçoit une éducation aristocratique, largement en français, développant une sensibilité précoce aux idées révolutionnaires et un caractère impétueux.
Le soulèvement des décabristes, en décembre 1825, est un événement-clé dans la vie de Herzen.

« Les récits du soulèvement, du procès, de l'épouvante qui régnait à Moscou, me firent une très forte impression ; un monde nouveau m'était révélé, vers lequel convergeait de plus en plus ma vie intérieure. Je ne sais comment cela se fit, mais tout en comprenant peu, ou de façon vague, ce que tout cela signifiait, je sentais que je ne me trouvai pas du côté de la mitraille et de la victoire, de la prison et des chaînes. L'exécution de Pestel et de ses camarades tira définitivement mon âme de son sommeil d'enfant. »

— Alexandre Herzen, Passé et Méditation.
Herzen entre à l'université de Moscou en 1830, où il rencontre Vladimir Pétchérine, avec lequel il reste en contact épistolaire tout au long de sa vie.
Arrêté le 9 juillet 1834 (21 juillet dans le calendrier grégorien), il est jugé et subit un bannissement à Perm et à Viatka de 1834 à 1838. En mars 1838, il revient clandestinement à Moscou et, le 9 mai 1838, il épouse Nathalie Zakharine. En 1841, il s'installe à Saint-Pétersbourg, où il continue sa carrière de fonctionnaire. Il redevient suspect et se retrouve bientôt à Novgorod avec sa femme et leurs deux enfants ; l'un d'eux Alexandre A. Herzen deviendra professeur de physiologie à Lausanne.
Il passe la frontière russe le 19/31 janvier 1847 et s'installe à Paris, où il collabore avec Proudhon. Il part pour l'Italie en octobre. En février 1848, il est à Rome, où il apprend les événements de 1848. Il revient précipitamment à Paris.
Outre l'échec politique de la révolution, il vit alors plusieurs épisodes personnels douloureux. D'abord, sa femme Nathalie, délaissée pour la politique, prend comme amant le poète allemand, Georg Herwegh (le couple ne se réconcilie qu'en 1851), puis en 1851, la mère de Herzen et l'un de ses fils se noient dans un naufrage au large des îles de Lérins. Le 2 mai 1852, c'est son épouse qui meurt de tuberculose. Parti de Paris pour Londres, le 25 août 1852, il vit entre Genève, Nice et Paris. Patriote, il s'occupe principalement de combattre le régime tsariste par ses articles dans L'Étoile polaire (1857-1865). De 1857 à 1865, avec Nikolaï Ogarev, il publie Kolokol (La Cloche), journal d'inspiration socialiste libertaire et visant la cause révolutionnaire russe. L'intellectuelle Malwida von Meysenbug fait connaître au public allemand les travaux d'Alexandre Herzen en tant que militant politique et écrivain. 
Dans les années 1860, il rencontre à plusieurs reprises l'écrivain Fiodor Dostoïevski, qui le tenait en haute estime.
Malgré la censure, ses articles ont un grand retentissement en Russie, notamment sur Kropotkine qui décrit, dans ses Mémoires, la lecture de L'Étoile polaire comme un élément l'ayant poussé à la réflexion politique.
Mort à Paris le 9 janvier 1870 (21 janvier dans le calendrier grégorien), juste avant la Commune, il repose à Nice au cimetière du château.

## Œuvres

### Romans et nouvelles
- À qui la faute ?, 1841-1846, dédié à Natalia Alexandrovna Herzen.
- La Pie voleuse signé le 26 janvier 1846, dédié à Mikhaïl Sémionovitch Chtchepkine (en).
- Le Docteur Kroupov, signé le 10 février 1846.

### Œuvres politiques
- Sur le développement des idées révolutionnaires en Russie, 1851.
- Le Peuple russe et le socialisme, 1855.
- Camicia Rossa - La chemise rouge. Garibaldi à Londres, 1865.
- De l'autre rive, traduit du russe par Alexandre Herzen fils, Genève, imprimé aux frais du traducteur, 1870  ["Vom anderen Ufer", 1850; la version russe: 1855]

### Autobiographie
- Passé et Méditation (Byloïé i Doumy), traduit par Daria Olivier, Coll Classiques slaves, Éditions L'Âge d'Homme, Lausanne, 1974.

### Correspondance
- Lettres inédites à sa fille Olga, préface d'Alexandre Zviguilsky, Les cinq continents, Paris, 1970, 89 p. lire en ligne